# 779 Nina
A 779 Nina (ideiglenes jelöléssel 1914 UB) a Naprendszer kisbolygóövében található aszteroida. Grigorij Nyeujmin fedezte fel 1914. január 25-én.